# Ломна (приток Ольше)
Ло́мна (чеш. Lomná) — река в Западных Карпатах на востоке Чехии. Течёт по территории района Фридек-Мистек в Моравско-Силезском крае. Левый приток верхнего течения Ольше.
Длина реки составляет 17,5 км. Площадь водосборного бассейна равняется 70,46 км². Средний расход воды — 1,46 м³/c.
Начинается на высоте 920 м над уровнем моря в Моравско-Силезских Бескидах. Впадает в Ольше на высоте 380 м над уровнем моря в городе Яблунков.